# 屋形石
屋形石（やかたいし）は、佐賀県唐津市北部に位置する地域。唐津市の地名。「旧高旧領取調帳」には唐津藩に屋形石村の名がある。明治22年（1889年）の町村制施行時に湊村、相賀村、神集島、横野村、中里村と合併し湊村の大字となり、昭和29年（1954年）に唐津市に編入され唐津市の大字となったが、唐津市では住所表記で大字は省略するため表記上は唐津市屋形石となる。隣接する地域は西から反時計回りに横野、鎮西町赤木、中里、湊町。

## 地勢
旧唐津市の場合は最北端に位置する。東松浦半島の上場台地の一角を占める。地盤は主に玄武岩類で構成され平地は少なく丘陵性地形。唐津平野より高い。玄界灘に面しており海沿いの気候沿岸部と山沿いの気候山間部が入り交じる。
屋形石には北部に先部(さくべ)、中部に江湖、南部に屋形石（本村・輪内）がある。隣接する唐津市横野や唐津市中里を含めて屋形石三区または上場三区（屋形石横野中里）と呼ばれ、合わせて選挙での投票区を形成する。また、地域の運動会なども開催されている。

## 地名の由来
「屋形石」の地名は『松浦拾風土記』によると、鎮西八郎源為朝が黒髪山の悪蛇を退治する際、蟇目の法を行ったところ、余りの強弓から矢が石に突き刺さったことから、その石にちなんでこの地を矢形石村としたのが起こり。

## 産業
東岸に第1種漁港である屋形石漁港があり、屋形石漁業協同組合が組織されている。佐賀県の玄界灘沿岸では2012年に東は唐津市浜玉町から西の伊万里市波多津町までにまたがる8漁協が合併した佐賀玄海漁業協同組合が発足したが屋形石地区は仮屋、外津などと共に加わらなかったため単独で存続している。漁業は主にアワビ、ウニやサザエの採貝・採草や一本釣りや定置網漁を行うが、採貝漁業については1998年ごろからガンガゼの異常発生による磯焼けを原因とする資源の減少が問題となっている。このため漁協では水産庁の進める「浜の活力再生プラン」（浜プラン）においてガンガゼの駆除を進めている。またほかにも、造成地からの土砂流入により漁場へ濁水が流入し貝類に悪影響を与えている、漁港が海岸の傍まで山が迫っている場所にあり人気が無いことから密猟が横行しているなど問題は多い。
農業は水資源に乏しくやせた土地から稲作のほか畑作で様々な作物が作られたが、黄連、楮は昭和20年ごろには生産が終了した。テッポウユリは球根をアメリカに輸出し、買い付け業者が狛犬の石像を寄贈するほどであったが昭和40年代に品種改良が進んだことで衰退しミカンなどへの転作が進んだ。昭和10年頃からタバコの生産が始まり、ほかイチゴなどが栽培されている。農協はJAからつの屋形石支所があったが湊、大良、佐志支所と共に神田の唐津支所に統合された。2020年には耕作放棄地を活用したエミューの飼育が始まっている。
2021年に九州電力グループの九電みらいエナジーが運営する唐津鎮西ウィンドファームの風力発電7号機が完成した。

## 交通
鉄道路線はない。日本国有鉄道呼子線に屋形石駅の設置が予定されていたが、建設が凍結された。
幹線道路は国道204号（国道382号重複区間）と上場大型農道が通じる。国道には昭和バスの 湊・呼子線（大手口～呼子）が運行されており、屋形石入口、屋形石の両バス停が設置されている。

## 観光

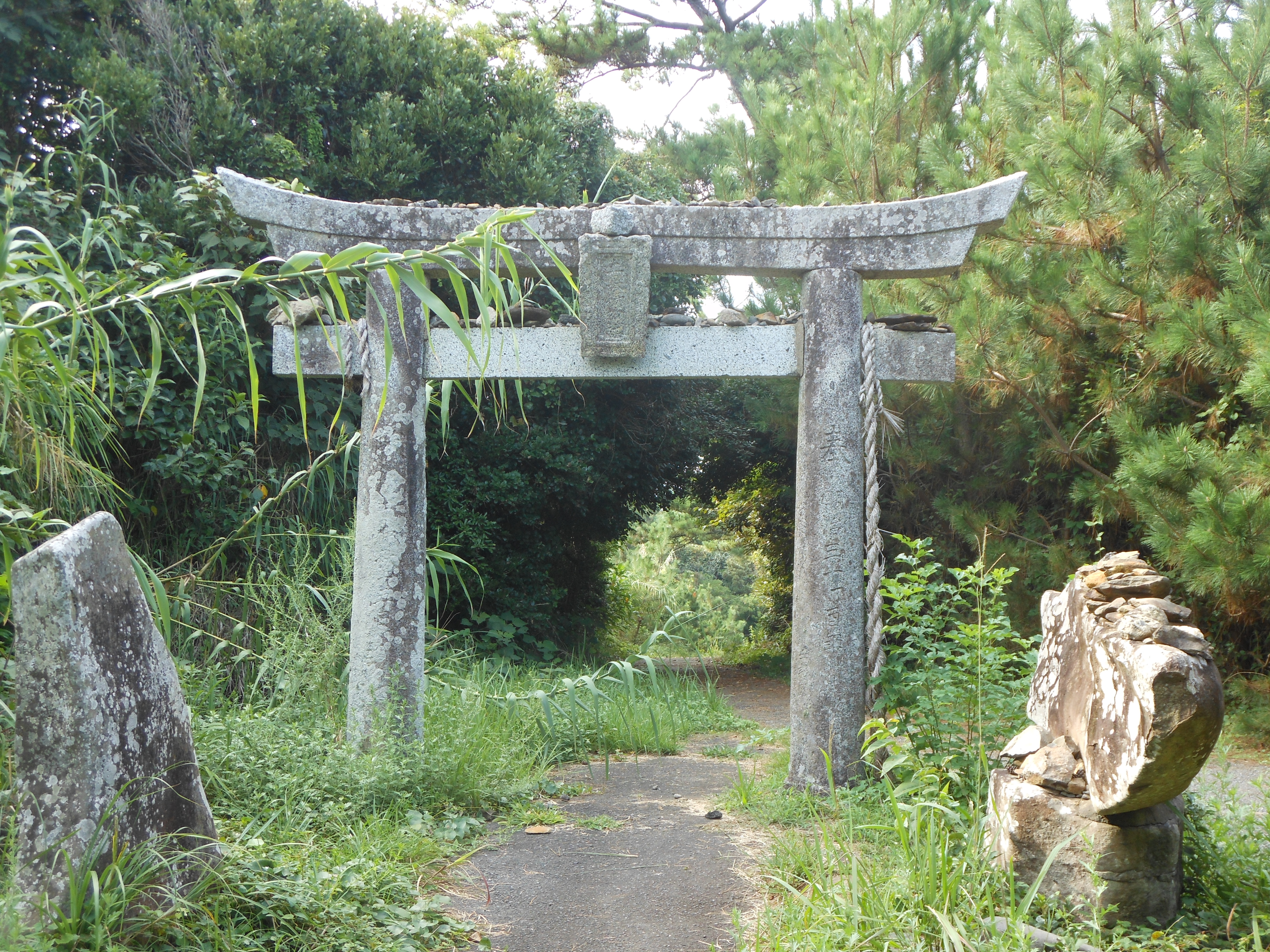
土器崎神社の鳥居

最北端の岬である土器崎（かわらけざき）付近に玄海国定公園の一角である国指定天然記念物の屋形石の七ツ釜があり、無料の駐車場や展望台、遊歩道、公衆トイレなどが整備されている。呼子港からマリンパル呼子が、駐車場近くの岸壁から屋形石漁協青年部がそれぞれ観光遊覧船を運行しているほか、周辺ではダイビングをはじめとしたマリンスポーツや釣りを楽しむ人も多い。特にダイビングに関しては世界的なダイバーであるジャック・マイヨール所縁の地でもあるほか、ダイビングが盛んになったことで海底での陶器片の発見、回収が進み七ツ釜海底遺跡の指定に繋がった。なお発見された陶器は古代期のものは海洋祭祀に伴う供物、江戸期の物は沈船からの海没積荷とみられている。また岬の北端には神功皇后が朝鮮出兵の戦勝祈念の時酒を入れた土器を海神に供えた場所との伝承がある土器崎神社がある。
中央部に祇園神社があり、夏場は浜崎系の山笠である屋形石衹園山笠が行われる。かつては毎年行われていたが、1993年から隔年での催行となった。屋形石と隣接する横野・中里を含めた屋形石三区合同で開催される。かつてはヤマは先部地区と本村地区で2台あったが、現在は先部地区の台車が残っている。
祇園神社の近くに臨済宗南禅寺派長興寺がある。永禄元年（1558年）の開基で2度の廃絶を経て寛文年間に再興したと伝わる。波多三河守から寺領50石の寄進を受けており、境内には大庄屋神田亦右衛門が建立した供養塔が立つ。
国道204号線に鬼の岩(おんのいわ)という非常に狭い難所があり離合が厳しい。その場所にある歩道橋から七ッ釜・神集島・立神岩・玄界灘を一望できる。
主な社寺
- 長興寺
- 屋形石神社(三社大明神)
- 祇園神社
- 大権現
- 矢房神社(中里)
- 天満宮(横野)

## 公共施設
1926年（大正15年）に湊小学校屋形石分校が開校されたが、1971年（昭和46年）に廃校となった。跡地は児童館を経て私立の湊保育園屋形石分園となっている。